# تسونيياسو ميياموتو
تسونيياسو ميياموتو (باليابانية: 宮本恒靖) (مواليد 7 فبراير 1977 في تونداباياشي) لاعب كرة قدم ياباني دولي يجيد اللعب في خط الدفاع . يلعب حاليا لصالح نادي فيسيل كوبه الياباني منذ سنة 2009 .

## روابط خارجية
- تسونيياسو ميياموتو على موقع الاتحاد الدولي (مؤرشف)  (الإنجليزية)
- تسونيياسو ميياموتو على موقع رابطة كرة القدم اليابانية للمحترفين (اليابانية)
- تسونيياسو ميياموتو على موقع قاعدة بيانات كرة القدم.إي يو (الإنجليزية)
- تسونيياسو ميياموتو على موقع ناشيونال فوتبول تيمز (الإنجليزية)
- تسونيياسو ميياموتو على موقع Soccerway.com (الإنجليزية)
- تسونيياسو ميياموتو على موقع عالم كرة القدم.نت (الإنجليزية)
- تسونيياسو ميياموتو على موقع أوليمبيديا (الإنجليزية)